# Polminhac

Polminhac este o comună în departamentul Cantal, Franța. În 1 ianuarie 2022 avea o populație de 1.205 de locuitori.